# Diocesi di Carallia
La diocesi di Carallia (in latino Dioecesis Caralliensis) è una sede soppressa del patriarcato di Costantinopoli e una sede titolare della Chiesa cattolica.

## Storia
Carallia, nell'odierna Turchia, è un'antica sede episcopale della provincia romana della Panfilia Prima nella diocesi civile di Asia. Faceva parte del patriarcato di Costantinopoli ed era suffraganea dell'arcidiocesi di Side. A lungo identificata ipoteticamente con Uskeles nei pressi del lago Koralis, Carallia è oggi localizzata a Güney Kalesi nella valle del Kargi-Cay grazie ad alcune recenti scoperte archeologiche ed epigrafiche.
La diocesi è documentata nelle Notitiae Episcopatuum del patriarcato di Costantinopoli fino al XII secolo.
Sono tre i vescovi che Le Quien attribuisce a questa diocesi: Solone, che prese parte al concilio di Efeso nel 431; Marciano, che intervenne al concilio di Calcedonia nel 451; e Menas, che partecipò al concilio di Costantinopoli del 680/681. A questi si deve aggiungere Teodoto, che sottoscrisse gli atti del concilio in Trullo del 691/92.
Dal 1933 Carallia è annoverata tra le sedi vescovili titolari della Chiesa cattolica; la sede è vacante dal 17 gennaio 1981.

## Cronotassi

### Vescovi greci
- Solone † (menzionato nel 431)
- Marciano † (menzionato nel 451)
- Menas † (menzionato nel 680/681)
- Teodoto † (prima del 691 - dopo il 692)

### Vescovi titolari
- Cornelius Bronsveld, M.Afr. † (31 maggio 1950 - 25 marzo 1953 nominato arcivescovo di Tabora)
- Pierre Khuât-Vañ-Tao † (7 maggio 1955 - 24 novembre 1960 nominato vescovo di Hải Phòng)
- Louis Joseph Cabana, M.Afr. † (20 dicembre 1960 - 17 gennaio 1981 deceduto)